# يعقوبية طرابزونية
يعقوبية طرابزونية أو شيخة طرابزونية (الاسم العلمي: Jacobaea trapezuntina)، نبتة عشبية من فصيلة النجمية.

## التوزيع
موطنه الأصلي في تركيا.

## التصنيف
سُمي من قبل برتيل نوردنستام ، في Willdenowia 37: 181 (مجلة علمية)، في عام 2007